# Lac Aubin
Lac Aubin är en sjö i Kanada.   Den ligger i regionen Mauricie och provinsen Québec, i den sydöstra delen av landet, 270 km nordost om huvudstaden Ottawa. Lac Aubin ligger 320 meter över havet. Arean är 0,93 kvadratkilometer. Den sträcker sig 2,1 kilometer i nord-sydlig riktning, och 1,4 kilometer i öst-västlig riktning.
I omgivningarna runt Lac Aubin växer i huvudsak blandskog. Trakten runt Lac Aubin är nära nog obefolkad, med mindre än två invånare per kvadratkilometer.